# Roca Rodona (Montferrer i Castellbò)
La Roca Rodona és una muntanya de 1.555 metres que es troba entre els municipis de Montferrer i Castellbò i de les Valls d'Aguilar, a la comarca de l'Alt Urgell.